# Social Science Open Access Repository
Das Social Science Open Access Repository (SSOAR) ist ein im Internet frei zugänglicher Dokumentenserver, der wissenschaftliche Artikel aus den Sozialwissenschaften frei verfügbar macht. SSOAR wird von GESIS – Leibniz-Institut für Sozialwissenschaften betrieben und weiterentwickelt.

## Geschichte
Das Ziel des von der DFG geförderten Projektes „Social Science Open Access Repository“ war der Aufbau eines Volltextservers für die Sozialwissenschaften, um der Zersplitterung der Publikationslandschaft im Open-Access-Bereich entgegenzuwirken und die internationale Sichtbarkeit deutscher Forschungsergebnisse zu verbessern.
Der Aufbau von SSOAR erfolgte während der zweijährigen Projektlaufzeit (2007–2008) schwerpunktmäßig am Beispiel der qualitativen Forschung. Insbesondere durch die Vernetzung mit dem Forum Qualitative Sozialforschung (FQS), der international größten Open-Access-Zeitschrift für qualitative Forschung, wurden zunächst Texte deutschsprachiger Autoren in SSOAR aufgenommen, Texte von nicht-deutschen Autoren folgten.
SSOAR wurde seitdem für den gesamten Bereich der Sozialwissenschaften geöffnet und kann von allen Interessierten frei genutzt werden.

## Zielgruppen
Wissenschaftler werden als Prosument, also in der Doppelrolle als Produzenten und Konsumenten von Wissen angesprochen. SSOAR steht prinzipiell allen Sozialwissenschaftlern und auch Wissenschaftern angrenzender Wissenschaftsbereiche für das Einpflegen von Texten offen.
Neben Einzelwissenschaftlern, die ihre Texte in SSOAR einstellen können, werden auch zusammenhängende Schriftenreihen und Zeitschriften in Kooperation mit den jeweiligen Herausgebern, Verlagen und institutionellen Partnern aufgenommen.
SSOAR steht Autoren aller Länder offen und ist in deutscher und englischer Sprache navigierbar.

## Open Access
SSOAR bündelt sozialwissenschaftlich relevante, qualitätsgeprüfte Literatur und stellt sie entsprechend der Berliner Erklärung über offenen Zugang zu wissenschaftlichem Wissen im Open Access zur Verfügung.
Um eine breite Wissenschaftsbasis abzudecken, verfolgt SSOAR unterschiedliche Akquisestrategien. Das Einstellen von Volltexten geschieht sowohl durch die Wissenschaftler selbst als auch über Massen- und Einzelimporte in Zusammenarbeit mit sozialwissenschaftlichen Institutionen, fachspezifischen Infrastrukturanbietern, Verlagen und Herausgebern.
SSOAR beschreitet im Wesentlichen den Weg des Grünen Open Access und sieht sich als Zweitveröffentlicher qualitätsgeprüfter Literatur.

## DINI-Zertifikat
SSOAR archiviert qualitätsgeprüfte Texte und trägt das von der Deutschen Initiative für Netzwerkinformation (DINI) vergebene DINI-Zertifikat 2016 „Open-Access-Repositorien und -Publikationsdienste“. Das DINI-Zertifikat bestätigt die Einhaltung von formalen und technischen Standards sowie Qualitätskriterien für Open-Access-Dokumentenserver.

## Leistungen
SSOAR macht unterschiedliche Dokumentarten verfügbar, die mit detaillierten Metainformationen angereichert und die per Suchfunktion schnell auffindbar sind. Nutzer können eigenständig elektronische Dokumente einstellen. Die in SSOAR abgelegten Texte sind dauerhaft über stabile URN wissenschaftlich zitierbar. Die URN werden in Zusammenarbeit mit der Deutschen Nationalbibliothek vergeben. SSOAR bietet den Export bibliografischer Daten mittels BibTex/Endnote-Export und verschiedene Zitationsstile. Ein Web-Feed informiert über Veröffentlichungen auf SSOAR.